# Nuno Sanche de Roussillon
 (mars 2010).
Si vous disposez d'ouvrages ou d'articles de référence ou si vous connaissez des sites web de qualité traitant du thème abordé ici, merci de compléter l'article en donnant les références utiles à sa vérifiabilité et en les liant à la section « Notes et références ».
Nunyo Sanche, en catalan Nunó Sanç, né vers 1190 et mort vers fin décembre 1241 ou janvier 1242, est un  comte de Cerdagne et de Roussillon à partir de 1212 et un prince de la maison royale d'Aragon et Barcelone, fils de Sanche de Roussillon, seigneur de Cerdagne par donation de son frère, le roi Alphonse II.

## Biographie
Né de l’union du comte Sanche de Roussillon et de Sancha Núñez de Lara, fille du comte Nuño Pérez de Lara et de Teresa Fernandez de Trava,,.
Il est possible qu’il ait passé une partie de son enfance aux côtés de sa mère, dans les royaumes de Castille et de León, patrie des Lara, ou en Galice, patrie des Trava. C’est en tout cas à Fulleda, au sud de la Catalogne, aux côtés de sa mère, qu’il apparaît pour la première fois, le 11 novembre 1204, donnant au monastère cistercien de Sobrado de los Monjes, le cinquième de la ville de Sarantes, dans la terre de Trasancos en Galice. Cette donation intervient le jour même du couronnement, à Rome, du roi d’Aragon Pierre II, cousin germain de Nunó.
En 1209, il fait son entrée dans la vie publique, aux côtés de son père. Au cours du mois de décembre de cette année, son cousin germain le roi Pierre II d'Aragon leur donne les ports de Monaco, Agay et Port de Bouc en Provence, puis leur engage le comté de Provence, qu’ils administreront jusqu’en 1216. En octobre 1210, père et fils reçoivent respectivement les comtés d’Agrigente et de Raguse du roi de Sicile, Frédéric II, mais il n'est pas certain que ces donations aient véritablement été suivie d’effets. Enfin, le 22 février 1212, Pierre II d'Aragon leur fait donation à titre viager des comtés de Roussillon et de Cerdagne-Conflent : ainsi Nunó n'est-il pas comte, mais seigneur de ces comtés. L'historien aragonais Jeronimo Zurita rapporte que, au cours de cette même année, le jour de la bataille de Las Navas de Tolosa, il est armé chevalier.
Arrivé trop tard pour sauver son cousin Pierre II lors de la bataille de Muret de 1213, il prend la tête de la confédération catalano-aragonaise et poursuit la lutte contre Simon de Montfort. Il devient avec son père Sanche le régent de la couronne d'Aragon durant la minorité du roi Jacques Ier.
À la majorité de celui-ci, en 1223 il le conseille et reçoit son soutien dans les conflits qu'il a avec le vicomte de Béarn. Mais en 1225, il change d'alliance et se tourne contre Jacques Ier. Les deux cousins s'éloignent l'un de l'autre. De plus en 1226, Nunó reçoit les vicomtés de Fenouillèdes et de Perapertusès et fait pour cette raison hommage au roi de France. Toutefois, il semble rentrer en grâce lorsqu'il participe à l'expédition de Majorque de 1229. Il reçoit lors de la conquête du royaume de Majorque, qui dure jusqu'en 1234, de nombreuses terres.
À partir de 1234, il semble assez puissant pour prendre le titre de comte, mais se conduit en second fidèle du roi, l'assistant dans ses combats en Navarre. En 1238 il participe encore à la conquête du royaume de Valence. Il fait son testament le 17 décembre 1241 et meurt peu de temps après, ne laissant pas d'enfant mâle.
Il est enterré dans la commanderie hospitalière de Bajoles, près de Perpignan (aujourd'hui disparue).

## Mariages
En 1215, Nunó épouse Pétronille, héritière du comté de Bigorre, mais ce mariage est annulé l’année suivante, sous la pression du chef de la croisade contre les Albigeois, Simon de Montfort, qui marie Pétronille à son fils Guy.
En décembre 1221, quelques mois après le mariage du roi Jacques Ier, Nunó se fiance à Gérone, avec Elo Álvarez, probablement parente et dame de compagnie de la reine Aliénor de Castille. À cette occasion, il lui fait donation de plusieurs seigneuries, héritées de sa mère en Castille et León. Mais si Nunó prit soin pendant trois ans de son « affectionnée Elo », prenant à charge certaines de ses dépenses faites à Saragosse, il n’apparaît nullement qu’ils se soient mariés, et la jeune femme disparaît de l'entourage de Nunó autour de 1225.
En 1234, il épouse Teresa, fille de Lope Díaz de Haro, seigneur de Biscaye.

## Sceau
Le sceau de Nuno, de type équestre, le présente sur l'avers portant les armes d'Aragon, héritage de son père Sanche de Roussillon, fils de la reine Pétronille d'Aragon, et sur le revers portant les armes des Lara, la famille de sa mère, à laquelle il doit aussi son prénom de Nuno, correspondant au castillan Nuño, prénom traditionnel des Lara.